# Sam Giancana
Sam Giancana, all'anagrafe Salvatore Giancana e soprannominato Mo, Momo, Mooney e il Castigamatti (Chicago, 15 giugno 1908 – Oak Park, 19 giugno 1975), è stato un mafioso statunitense di origine italiana.
Alcune ipotesi della United States House Select Committee on Assassinations, lo ritengono il mandante dell'assassinio del presidente Kennedy.

## Biografia
Sam Giancana nacque in una famiglia italiana originaria di Partanna in provincia di Trapani e incominciò la carriera criminale negli anni venti, nella cosiddetta "Banda dei 42". In seguito divenne guardia del corpo di Al Capone e acquisì la fama di abile autista e di spietato assassino. Grazie a queste doti divenne ben presto capo indiscusso della temuta Chicago Outfit dal 1957 al 1966 e con il supporto di Tony Accardo comandò con crudeltà, astuzia e lungimiranza il traffico di droga, il gioco d'azzardo, la prostituzione e le scommesse clandestine, in particolare quelle relative al mondo del pugilato.
Potentissimo esponente nel settore dei sindacati, negli anni consolidò i propri rapporti con il mondo politico, a tal punto che molteplici storici affermano ad esempio che egli sia stato il principale artefice della vittoria alle elezioni del 1960, che portò alla presidenza John Fitzgerald Kennedy, il cui padre, Joe Kennedy, ricchissimo uomo d'affari, diplomatico e politico dal passato torbido, durante gli anni del proibizionismo aveva avuto stretti legami, non solo d'affari (condividendone la medesima fede cattolica), coi membri delle più importanti Famiglie mafiose: Kennedy Senior, difatti, si rivolse a Giancana, quale extrema ratio, per aver la sicurezza di coronare il proprio sogno di far ottenere al figlio John, già senatore del Massachusetts, i determinanti voti di Chicago, ingenti capitali e parte del supporto logistico per la corsa alla presidenza.
Negli anni 1960, quindi, molteplici testimonianze, affidavit e rapporti sia della CIA, sia dell'FBI, nonché di numerose commissioni senatoriali, attestano come Giancana abbia avuto stretti e cointeressenti rapporti con Joe Kennedy attraverso la mediazione del celebre cantante italoamericano Frank Sinatra. Egli era infatti comproprietario con Giancana al 25% del secondo più importante casinò di Las Vegas e con Raymond Patriarca Sr. e Gaetano Lucchese, due altri boss mafiosi, dell'ippodromo di Boston.
La Campbell (nota con il nome di Judith Campbell Exner) fece conoscere a Sinatra prima John Kennedy e poi il mafioso Sam “Momo” Giancana, con il quale ebbe contemporaneamente una storia. Proprio in quel periodo si parlava di un complotto tra la CIA e Giancana ai danni di Fidel Castro, e così quando la Campbell mise la parola fine alla loro relazione, adducendo come scusa che Sinatra, in fatto di sesso, era più perverso di lei, quest’ultimo replicò: «L’inferno non ha la furia di una puttana con un agente letterario».
Sembra peraltro - ma su tali aspetti le fonti di cognizione sono contraddittorie - che in quegli anni Giancana venne persino reclutato dalla CIA per assassinare Fidel Castro, che nel 1959, a seguito della Rivoluzione cubana, aveva preso il posto di Fulgencio Batista, che fino alla rivoluzione era stato a capo di un governo corrotto che stringeva affari con i capitalisti statunitensi e i mafiosi italoamericani. Il piano tuttavia non fu mai messo in atto e riferendosi a tale episodio il capomafia affermò spavaldamente che Cosa Nostra e la CIA erano due facce della stessa medaglia.
Nel corso della sua vita venne incriminato più di settanta volte ma fu imprigionato solamente in due occasioni. Dopo aver perso il comando della Chicago Outfit, scappò in Messico, dove visse per quasi un decennio, ma nel 1975, dopo una lunga battaglia legale, gli Stati Uniti ne ottennero l'estradizione. Prima di uno dei numerosi processi a suo carico, però, fu assassinato in circostanze misteriose nel seminterrato della sua casa a Oak Park, in Illinois, il 19 giugno 1975. Si sospetta che la CIA abbia avuto un ruolo nella sua uccisione, allo scopo di prevenire una serie di scomode rivelazioni.

### Giancana e l'omicidio Kennedy
Secondo alcune teorie Giancana è collegato agli omicidi del Presidente Kennedy e del fratello Robert, oltre che di Marilyn Monroe, amante di entrambi. In particolare Salvatore Bonanno, figlio del potente boss Joseph Bonanno, ha rivelato nel suo libro di memorie Bound by Honour, a Mafioso's Story che, essendo stata artefice della vittoria elettorale del 1960 di JFK su Nixon, la Mafia italo-americana si era sentita tradita dalla presa di distanza di Kennedy e ne decretò la morte (come anche del fratello Bob, già segretario di stato alla giustizia e poi candidato Presidente). Un affiliato alla Chicago Outfit tra John Roselli, James Files o Charles Nicoletti sarebbe stato il complice del killer di JFK Lee Harvey Oswald.
A tal proposito nel 1996 in Delinquenti perfetti, eroi imperfetti, Ronald Goldfaber, ex funzionario al ministero della Giustizia e amico personale di Robert Kennedy, rivela come Robert, divenuto ministro nel 1961, avesse dichiarato guerra alla mafia, ma aveva poco dopo scoperto il segreto di John. Poiché aveva letto in un dossier dell'FBI che Frank Sinatra aveva rapporti di affiliazione esterna (era 'ntisu) con l'"onorata società", Bob Kennedy convinse John a non frequentare più il cantante e a troncare la relazione con l'amante di entrambi Judith Exner, donna di diversi mafiosi. Scrive Goldfaber:« [...] l'attore aveva costruito un eliporto per John nella sua villa, ma questi, ogni volta che visitava Hollywood, andava a casa del rivale Bing Crosby».
Stando a Goldfaber, Sinatra reagì con violenza e si rivolse al suo protettore Sam Giancana, le cui lucrose attività paralegali e illegali stavano subendo una forte pressione investigativa da parte dell'FBI. Il capo dei capi di Chicago incaricò allora per ben tre volte Sinatra - come affermato dalla sua terza figlia, Tina Sinatra, nel corso di una puntata del programma 60 Minutes - di incontrare il patriarca Joe Kennedy affinché inducesse i figli a «cessare la guerra». Poi mandò un messaggio al Presidente, dicendogli che se voleva parlargli «sapeva tramite chi passare» (cioè Sinatra). La conclusione di Goldfaber è che il braccio di ferro sfociò in un complotto della mafia per assassinare Kennedy.
Voci su presunti legami con la mafia hanno perseguitato Sinatra per tutta la sua vita: dall’incidente con Lucky Luciano nel 1947, alle voci di incontri e di relativi affari con Giancana; dalla revoca della licenza di gioco d’azzardo nel Nevada nel 1963, fino al suo coinvolgimento degli anni Settanta nel Westchester Premier Theater di New York, un cinodromo finanziato dalla malavita.

## Influenza sui media
- Giancana appare nella fiction televisiva The Kennedys, in cui è interpretato da Serge Houde e doppiato in lingua italiana da Stefano De Sando.
- Giancana è stato preso come modello per l'antagonista del videogioco Mafia 3 "Sal Marcano", nell'epilogo infatti viene detto che Sal Marcano ha fatto uccidere il presidente Kennedy.